# Gruzińskie Marzenie

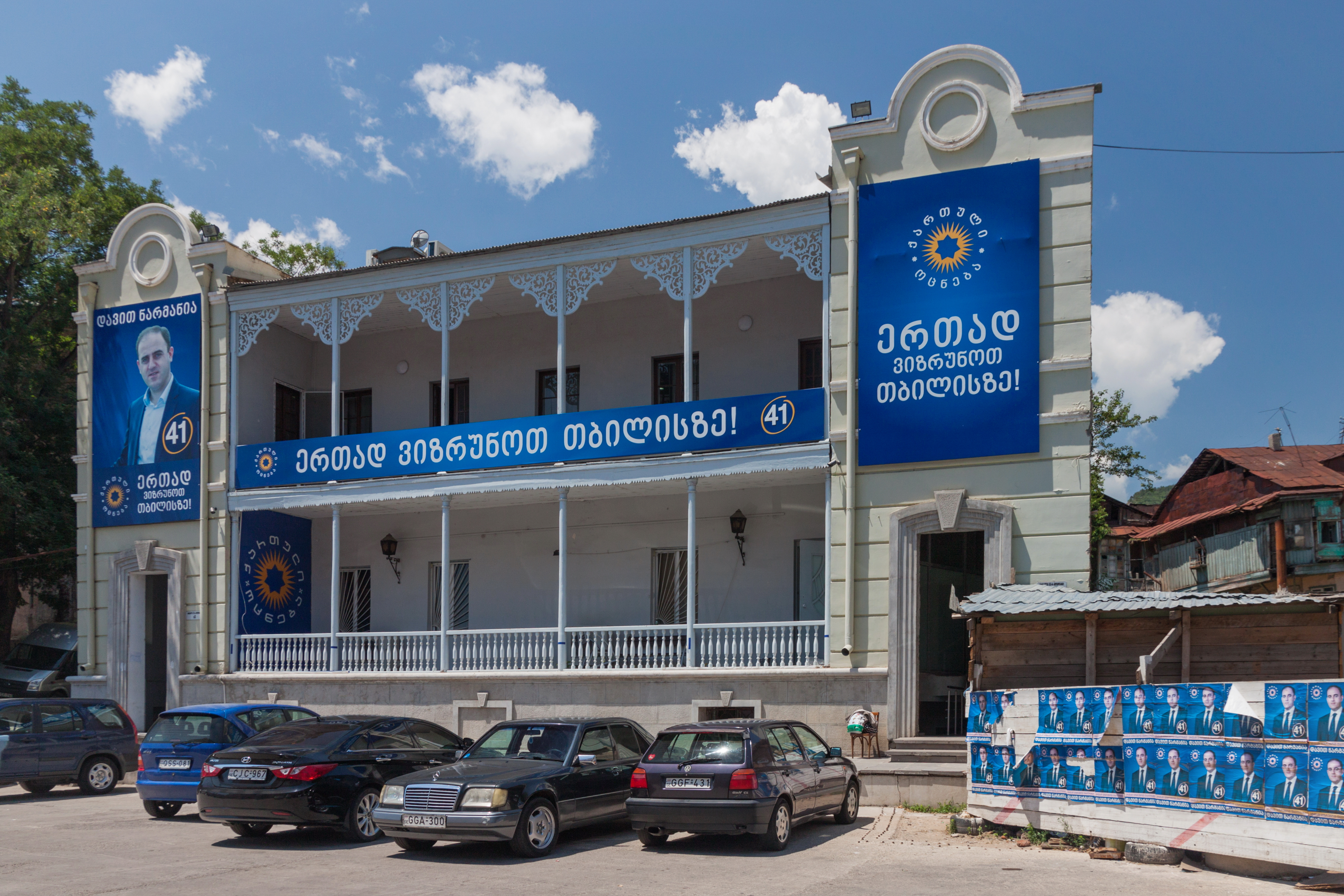
Plakaty wyborcze partii Gruzińskie Marzenie na sztabie wyborczym partii w Tbilisi w 2014 roku

Gruzińskie Marzenie – Demokratyczna Gruzja (gruz. ქართული ოცნება – დემოკრატიული საქართველო, K’art’uli ots’neba – demokratiuli Sak’art’velo) – gruzińska partia polityczna, założona 21 kwietnia 2012 przez biznesmena i miliardera Bidzinę Iwaniszwiliego. Od 2014 roku jest partią rządzącą.
Partia była członkiem międzynarodowego Sojuszu Postępu skupiającego głównie partie o profilu socjaldemokratycznym, a także obserwatorem w Partii Europejskich Socjalistów (z czego zrezygnowała w 2023).

## Najważniejsi politycy w historii partii
- Bidzina Iwaniszwili – założyciel ugrupowania, w latach 2012–2013 premier kraju, w latach 2012–2013 i od 2018 przewodniczący partii
- Giorgi Kwirikaszwili – w latach 2015–2018 premier kraju i przewodniczący partii
- Kacha Kaladze – piłkarz, w latach 2012–2017 wicepremier i minister energii, od 2017 burmistrz Tbilisi
- Irakli Garibaszwili – w latach 2013–2015 i od 2021 premier kraju i przewodniczący partii
- Irakli Kobachidze – od 2016 przewodniczący parlamentu Gruzji
- Giorgi Margwelaszwili – minister edukacji i nauki, w latach 2013–2018 prezydent Gruzji
- Mamuka Bachtadze – w latach 2018–2019 premier kraju
- Giorgi Gacharia – w latach 2019–2021 premier kraju